# Cross City
Cross City è una città degli Stati Uniti d'America, situata in Florida, nella Contea di Dixie, della quale è il capoluogo.